# Église Santa Maria delle Grazie de Burano
L'église Santa Marie delle Grazie, dite Le Capuccine (église Sainte-Marie des Grâces) est une église catholique de Venise, en Italie.

## Localisation
L'église Santa Maria delle Grazie est située sur l'île de Burano, le long du rio de la Zueca.

## Historique
L'église de Santa Maria delle Grazie, dite Le Capuccine est une des trois églises qui subsistent encore aujourd'hui à Burano.
Cette église existait déjà avant le XIIe siècle, sous la dénomination de Saint Hadrianus.
L'église fut reconstruite en 1533 par Vincenzo Grimani, le fils du Doge Antonio Grimani (1434-1523).
L'église actuelle fut construite dans la première moitié XVIIe siècle, à la place de cette église. 
Désacralisé, le bâtiment sert actuellement de salle municipale.

## Description
Cette église fut bâtie sur un plan octogonal et a une façade donnant sur le canal de la Zueca. Elle contient trois autels baroques.